# Американское Самоа на летних Олимпийских играх 1988
Американское Самоа принимала участие в Летних Олимпийских играх 1988 года в Сеуле (Республика Корея) в первый раз за свою историю, но не завоевала ни одной медали. Страну представляли 6 спортсменов, принимавших участие в соревнованиях по боксу, вольной борьбе, лёгкой и тяжёлой атлетике.

## Бокс
Спортсменов — 2
| Фрэнсис Маселино Масое | 67 кг | Педро Фриа Рейносо Поб RSC | Фидель Моинга Поб RSC | Кеннет Гоулд Пор 0:5  | Не прошёл | Не прошёл | Не прошёл |           |           |
| Микаэль Масое          | 81 кг |                            | -                     | Эндрю Мейнард Пор RSC | Не прошёл | Не прошёл | Не прошёл | Не прошёл | Не прошёл |

## Борьба
Спортсменов — 1
Вольный стиль
| Спортсмен     | Категория | 1 раунд              | 2 раунд                | 3 раунд              | 4 раунд              | 5 раунд              | 6 раунд              | Финалы               |           |
| Спортсмен     | Категория | Соперник и результат | Соперник и результат   | Соперник и результат | Соперник и результат | Соперник и результат | Соперник и результат | Соперник и результат |           |
| ------------- | --------- | -------------------- | ---------------------- | -------------------- | -------------------- | -------------------- | -------------------- | -------------------- | --------- |
| Алесана Сионе | 100 кг    | Бабакар Сар Пор 0:4  | Иштван Роботка Пор 0:4 | Не прошёл            | Не прошёл            | Не прошёл            | Не прошёл            | Не прошёл            | Не прошёл |

## Лёгкая атлетика
Спортсменов — 1
Мужчины
| Гэри Фанелли | Марафон | 2:25.35 | 51 |

## Тяжёлая атлетика
Спортсменов — 2
| Спортсмен     | Категория | Масса  | Рывок | Рывок | Рывок | Толчок | Толчок | Толчок | Всего | Место |
| Спортсмен     | Категория | Масса  | 1     | 2     | 3     | 1      | 2      | 3      | Всего | Место |
| ------------- | --------- | ------ | ----- | ----- | ----- | ------ | ------ | ------ | ----- | ----- |
| Лопеси Фаагу  | 82,5 кг   | 80,95  | 80    | 90    | 100   | 120    | 130    | 135    | 220   | 18    |
| Тауама Тимоти | 110 кг    | 108,90 | 110   | 120   | 125   | 140    | 140    | 152.5  | 260   | 16    |